# Inquisizione di Malta
L'Inquisizione romana di Malta, anche nota come Sant'Uffizio di Malta, fu un istituto religioso stabilito dalla Santa Inquisizione a Mdina nel 1561, per contrastare il protestantesimo nell'isola di Malta.

## Storia
Fu stabilita dal 1561 per combattere il dilagante protestantesimo che era diffuso tra vari strati sociali, i cui esponenti formavano la cosiddetta Confraternita dei Buoni Cristiani e leggevano Erasmo, Lutero, Melantone e versioni della Bibbia tradotte. Ma con il passare del tempo l'Inquisizione prese a occuparsi di apostasia dalla fede, bestemmie ereticali, proposizioni ereticali, libri proibiti, bigamia, stregoneria, massoneria, negligenza nel sentire la messa e frequentare i sacramenti.
Cominciò così a interessarsi dei comuni fedeli, talvolta ignoranti, rei di praticare la religione in un modo non conforme alla volontà della Chiesa cattolica e bisognosi di essere istruiti alla vera dottrina. Durante la seconda metà del Settecento i tribunali inquisitoriali in Europa persero gran parte della loro forza e ci furono le prime soppressioni in Italia.
Anche a Malta i gran maestri dei Cavalieri di San Giovanni tentarono di «tagliare le ali al ministro del papa», ma questo tentativo fu inutile e al contrario della maggior parte delle sedi italiane il tribunale maltese rimase vivo con la media di 55 denunce l'anno.
L'ultimo inquisitore fu il romano Giulio Carpegna. Il 21 marzo 1798 il ministro degli Affari Esteri della Repubblica Romana gli comunicò di partire da Malta al più presto possibile.
A Malta gli inquisitori erano anche delegati apostolici o nunzi, in corrispondenza con la Segreteria di Stato, e rappresentanti di varie Congregazioni: del Concilio, di Propaganda Fide, dei Vescovi e Regolari, dell'Immunità ecclesiastica. Erano inoltre dal 1637 "direttori" della Scuola della Lingua Araba e dal 1655 commissari della Reverenda Fabbrica di San Pietro.

### Funzioni
La figura dell'Inquisitore assumeva tre ruoli distinti: non solo quello di inquisitore in materia di fede, ma anche come delegato apostolico per la segreteria di Stato, e di referendario della Reverenda Fabbrica di San Pietro. L'inquisitore reggeva tre distinti tribunali: della Congregazione della Fede, il tribunale civile e il tribunale della Fabbrica di San Pietro, con funzioni diverse.

## Cronotassi degli inquisitori
- Domenico Cubelles (1561-1566)
- Martino Royas Da Portalruvio (1572-1574)
- Pietro Dusina (1574-1575)
- Piersanti Umani (1575-1577)
- Rinaldo Corso (1577-1579)
- Domenico Petrucci (1579-1580)
- Federico Cefalotto (1580-1583)
- Pietro Francesco Costa (1583-1585)
- Ascanio Libertani (1585-1587)
- Giovanni Battista Petralata (1587)
- Paolo Bellardito (1587-1591)
- Angelo Gemmario (1591)
- Paolo Bellardito (1591-1592)
- Giovanni Ludovico Dell'Armi (1592-1595)
- Innocenzo Del Bufalo-Cancellieri (1595-1598)
- Antonio Ortensi (1598-1600)
- Fabrizio Verallo (1600-1605)
- Ettore Diotallevi (1605-1607)
- Leonetto della Corbara (1607-1608)
- Evangelista Carbonese (1608-1614)
- Fabio Lagonissa (1614-1619)
- Antonio Tornielli (1619-1621)
- Paolo Torello (1621-1623)
- Carlo Bovio (1623-1624)
- Onorato Visconti (1625-1627)
- Nicolò Herrera (1627-1630)
- Ludovico Serristori (1630-1631)
- Martino Alfieri (1631-1634)
- Fabio Chigi (1634-1639)
- Giovanni Battista Gori Pannilini (1639-1646)
- Antonio Pignatelli (1646-1649)
- Carlo Cavalletti (1649-1652)
- Federico Borromeo (1653-1654)
- Stefano Brancaccio (1654-1655)
- Giulio Degli Oddi (1655-1658)
- Girolamo Casanate (1658-1663)
- Galeazzo Marescotti (1663-1666)
- Angelo Maria Ranuzzi (1667-1668)
- Carlo Bichi (1668-1670)
- Giovanni Tempi (1670-1672)
- Ranuccio Pallavicino (1672-1676)
- Ercole Visconti (1677-1678)
- Giacomo Cantelmo (1678-1683)
- Innico Caracciolo (1683-1686)
- Tommaso Vidoni (1686-1690)
- Francesco Aquaviva D'Aragona (1691-1694)
- Tommaso Ruffo (1694-1698)
- Giacinto Filiberto Ferrero-Fieschi di Messerano (1698-1703)
- Giorgio Spinola (1703-1706)
- Giacomo Caracciolo (1706-1710)
- Raniero d'Elci (1711-1715)
- Lazzaro Pallavicino (1718-1719)
- Antonio Ruffo (1720-1728)
- Fabrizio Serbelloni (1728-1730)
- Giovanni Francesco Stoppani (1731-1735)
- Carlo Francesco Durini (1735-1739)
- Luigi Gualterio (1739-1743)
- Paolo Passionei (1743-1754)
- Gregorio Salviati (1754-1759)
- Angelo Maria Durini (1760-1766)
- Giovanni Ottavio Mancinforte Sperelli (1766-1771)
- Antonio Lante (1771-1777)
- Antonio Felice Zondadari (1777-1785)
- Giovanni Filippo Gallarati Scotti (1785-1793)
- Giulio Carpegna (7 agosto 1792 - 26 maggio 1798 deceduto)